# アイ・ラヴ・ユア・スマイル
「アイ・ラヴ・ユア・スマイル」(I Love Your Smile)は、アメリカのシンガーソングライターのシャニースの楽曲で、1991年10月に2枚目のスタジオ・アルバム『インナー・チャイルド』からリード・シングルとして発売した。この曲にはブランフォード・マルサリスのサクソフォンをフィーチャーしており、曲終わりにはジャネット・ジャクソンとレネ・エリゾンド・ジュニアの笑い声も聞こえる。ラジオ・ヴァージョンではラップの部分が除去された。今日に至るまでこの曲はシャニースの最も知られた最大のヒット曲になっている。
全米のBillboard Hot 100では1992年2月1日付で2位となり、ホットR&B/ヒップホップ・シングルス&トラックスのチャートでは1991年12月から1992年1月にかけて4週連続1位を記録した。ヨーロッパではDriza Boneによってリミックスされた後に全英シングルチャートで2位となり、オランダでは首位を獲得した。1992年にはグラミー賞で最優秀女性R&Bヴォーカルパフォーマンス賞にノミネートされた。シャニースはこの曲を5月25日のザ・トゥナイト・ショー・ウィズ・ジェイ・レノで番組初の音楽ゲストとして歌った。2008年には日本の女性シンガーソングライター・加藤ミリヤが本曲をモチーフとした楽曲「恋シテル」がサンプリングされている。
ミュージック・ビデオも作られて、スタジオで写真家に写真を撮られているシャニースの様子が収められている。このビデオは2023年5月12日にシャニースの公式YouTubeチャンネルに投稿された。

## チャート
| チャート (1991–1992年)                      | 最高位 |
| ------------------------------------------- | ------ |
| オーストラリア (ARIA)                       | 8      |
| オーストリア (Ö3 Austria Top 40)            | 6      |
| ベルギー (Ultratop 50 Flanders)             | 5      |
| カナダ トップシングルス (RPM)               | 13     |
| カナダ (The Record)                         | 2      |
| デンマーク (IFPI)                           | 5      |
| ヨーロッパ (Eurochart Hot 100)              | 2      |
| ヨーロッパ (European Dance Radio)           | 1      |
| フランス (SNEP)                             | 7      |
| ドイツ (GfK Entertainment charts)           | 2      |
| アイルランド (IRMA)                         | 8      |
| イタリア (Musica e dischi)                  | 23     |
| オランダ (Dutch Top 40)                     | 1      |
| オランダ (Single Top 100)                   | 4      |
| ニュージーランド (Recorded Music NZ)        | 6      |
| ノルウェー (VG-lista)                       | 2      |
| スペイン (AFYVE)                            | 9      |
| スウェーデン (Sverigetopplistan)            | 4      |
| スイス (Schweizer Hitparade)                | 3      |
| UK シングルス (OCC)                         | 55     |
| UK シングルス (OCC) Remix                   | 2      |
| UK ダンス (Music Week)                      | 11     |
| UK ダンス (Music Week) Remix                | 4      |
| 全米 Billboard Hot 100 (Billboard)          | 2      |
| 全米 アダルト・コンテンポラリー (Billboard) | 50     |
| 全米 ホット R&B/ヒップホップ (Billboard)    | 1      |
| ジンバブエ (ZIMA)                           | 1      |

| チャート (1992年)                        | 順位 |
| ---------------------------------------- | ---- |
| オーストラリア (ARIA)                    | 89   |
| ベルギー (Ultratop)                      | 32   |
| ヨーロッパ (Eurochart Hot 100)           | 16   |
| ドイツ (Official German Charts)          | 22   |
| オランダ (Dutch Top 40)                  | 67   |
| オランダ (Single Top 100)                | 38   |
| スイス (Schweizer Hitparade)             | 16   |
| イギリス (OCC)                           | 24   |
| 全米 Billboard Hot 100                   | 11   |
| 全米 ホット R&B/ヒップホップ (Billboard) | 12   |